# Conseil départemental du Doubs
Le Conseil départemental du Doubs est l'Assemblée délibérante du département français du Doubs, collectivité territoriale décentralisée. Son siège se trouve à Besançon.

## Élus

### Président du conseil général puis départemental
La présidente du conseil départemental du Doubs est Christine Bouquin depuis le 2 avril 2015.
| Période                            | Période                      | Identité                     | Étiquette                    | Étiquette                    |                              |
| Président du conseil général       | Président du conseil général | Président du conseil général | Président du conseil général | Président du conseil général | Président du conseil général |
| ---------------------------------- | ---------------------------- | ---------------------------- | ---------------------------- | ---------------------------- | ---------------------------- |
| ?                                  | ?                            | Charles Antoine Morand       |                              |                              |                              |
| ?                                  | ?                            | Guy Étienne Donat Demesmay   |                              |                              |                              |
| 1913                               | 1922                         | René de Moustier             |                              |                              |                              |
| 1922                               | 1925                         | Pierre Peugeot               |                              |                              |                              |
| 1925                               | 1935                         | René de Moustier             |                              | FR                           |                              |
| 1925                               | 1940                         | Léonel de Moustier           |                              | FR                           |                              |
| 1940                               | 1945                         | Conseil général suspendu     | Conseil général suspendu     | Conseil général suspendu     |                              |
| 1945                               | 1951                         | Roland de Moustier           |                              | PRL                          |                              |
| 1951                               | 1956                         | Roland de Moustier           |                              | RI                           |                              |
| 1956                               | 1958                         | Roland de Moustier           |                              | CNIP                         |                              |
| 1958                               | 1961                         | Georges Reudet               |                              | RI                           |                              |
| 1961                               | 1964                         | Maxime Cupillard             |                              | CNIP                         |                              |
| 1964                               | 1982                         | Auguste Joubert              |                              | CNIP                         |                              |
| 1982                               | 1999                         | Georges Gruillot             |                              | RPR                          |                              |
| 1999                               | 2004                         | Claude Girard                |                              | RPR puis UMP                 |                              |
| 2004                               | 2015                         | Claude Jeannerot             |                              | PS                           |                              |
| Président du conseil départemental |                              |                              |                              |                              |                              |
| 2015                               | en cours                     | Christine Bouquin            |                              | LR                           |                              |

### Vice-présidents
- 1er vice-président : Ludovic Fagaut (chargé du retour à l'emploi et de l'insertion)
- 2e vice-présidente : Florence Rogeboz (chargée des mobilités et infrastructures)
- 3e vice-présidente : Philippe Alpy (président de la 3e commission, chargé du développement territorial, de l'attractivité et des affaires européennes et transfrontalières)
- 4e vice-présidente : Béatrix Loizon (chargée de la gestion et de la préservation du patrimoine naturel, de la transition climatique et du tourisme)
- 5e vice-présidente : Denis Leroux (président de la 1re commission, chargé de l'autonomie, des personnes âgées et handicapées, du développement et des usages du numérique)
- 6e vice-président : Chantal Guyen (présidente de la 2e commission, chargée des collèges)
- 7e vice-présidente : Jean-Luc Guyon (chargé du sport, de la culture, de la jeunesse, de la lecture publique et des archives départementales)
- 8e vice-président : Patricia Lime Vieille (chargée de l'enfance-famille)
- 9e vice-présidente : Serge Rutkowski (chargé des ressources humaines, des bâtiments et des moyens généraux)
- 10e vice-président : Jacqueline Cuenot-Stadler (chargée de l'habitat et du logement)
- 11e vice-président : Olivier Billot (président de la 4e commission, chargé de la gestion financière et d'optimisation financière)

Sources : Département du Doubs,,

### 4 conseillers départementaux délégués
- Priscilla Borgeroff, à la jeunesse, à la citoyenneté et à l'éducation populaire
- Marie-Paule Brand, à l'espace rural et périurbain
- Valérie Maillard, au handicap
- Romuald Vivot, à la modernisation de l'action publique

### Composition du Conseil départemental
Le Conseil départemental du Doubs est l'Assemblée délibérante du département. Elle comprend 38 conseillers départementaux élus dans les cantons du Doubs.
|                                    |       |       |      |                                          |
| Président du Conseil départemental |       |       |      |                                          |
| Christine Bouquin (LR)             |       |       |      |                                          |
| Parti                              | Sigle | Sigle | Élus | Groupes                                  |
| Majorité (24 sièges)               |       |       |      |                                          |
| Les Républicains                   |       | LR    | 11   | C'est le Doubs                           |
| Divers droite                      |       | DVD   | 11   | C'est le Doubs                           |
| Horizons                           |       | HOR   | 2    | C'est le Doubs                           |
| Opposition (14 sièges)             |       |       |      |                                          |
| Divers gauche                      |       | DVG   | 6    | Le Doubs social, écologique et solidaire |
| Parti socialiste                   |       | PS    | 4    | Le Doubs social, écologique et solidaire |
| Génération.s                       |       | G.s   | 1    | Le Doubs social, écologique et solidaire |
| Parti communiste français          |       | PCF   | 1    | Le Doubs social, écologique et solidaire |
| Renaissance                        |       | RE    | 1    | Indépendants                             |
| Divers gauche                      |       | DVG   | 1    | Indépendants                             |

## Budget
Le Conseil général du Doubs a, en 2007, un budget de 519,8 millions d'euros.
| Secteur de dépenses         | Montant                |
| --------------------------- | ---------------------- |
| Solidarité - insertion      | 194,8 millions d'euros |
| Éducation - formation       | 92,4 millions d'euros  |
| Administration              | 71,6 millions d'euros  |
| Infrastructures             | 60,5 millions d'euros  |
| Aménagement - environnement | 36,1 millions d'euros  |
| Économie - emploi           | 18,1 millions d'euros  |
| SDIS                        | 16,8 millions d'euros  |
| Cadre de vie                | 16,1 millions d'euros  |
| Autres                      | 13,4 millions d'euros  |

Source : Budget 2007 sur le site du conseil général du Doubs

## Communication

### Magazine
Le Conseil départemental édite Vu du Doubs. https://www.vududoubs.fr/.

### Identité visuelle

Logo du conseil général de [Quand ?] à février 2012
Logo du conseil général du Doubs de février 2012 à novembre 2013
Logo du conseil général du Doubs depuis novembre 2013